# Pseudouroctonus
Genre
Pseudouroctonus est un genre de scorpions de la famille des Vaejovidae.

## Distribution
Les espèces de ce genre se rencontrent dans le Sud-Ouest des États-Unis et dans le Nord du Mexique.

## Liste des espèces
Selon The Scorpion Files (02/10/2021) :
- Pseudouroctonus apacheanus (Gertsch & Soleglad, 1972)
- Pseudouroctonus brysoni Ayrey & Soleglad, 2017
- Pseudouroctonus cazieri (Gertsch & Soleglad, 1972)
- Pseudouroctonus chicano (Gertsch & Soleglad, 1972)
- Pseudouroctonus kremani Ayrey & Soleglad, 2015
- Pseudouroctonus lindsayi (Gertsch & Soleglad, 1972)
- Pseudouroctonus moyeri Ayrey, Kovařík & Myers, 2021
- Pseudouroctonus peccatum Tate, Riddle, Soleglad & Graham, 2013
- Pseudouroctonus reddelli (Gertsch & Soleglad, 1972)
- Pseudouroctonus rufulus (Gertsch & Soleglad, 1972)
- Pseudouroctonus savvasi Francke, 2009
- Pseudouroctonus santarita Ayrey & Soleglad, 2015
- Pseudouroctonus sprousei Francke & Savary, 2006

## Publication originale
- Stahnke, 1974 : « Revision and keys to the higher categories of Vejovidae (Scorpionida). » The Journal of Arachnology, vol. 1, no 2, p. 107–141 (texte intégral).